# آجر نسوز
آجر نسوز علاوه بر مصارف ساختمانی مانند نمای ساختمان‌ها و شومینه‌ها در صنایع بزرگی مانند صنایع فولاد و صنایع سیمان هم کاربرد دارد. به دلیل عدم تغییر شکل فیزیکی و عایق بندی بسیار خوب این مواد استفاده از آن در درون کوره‌های قوس الکتریکی کاربرد دارد. علاوه بر صنعت فولاد استفاده از این مواد در کوره‌های سیمان هم کاربرد فراوانی دارد.

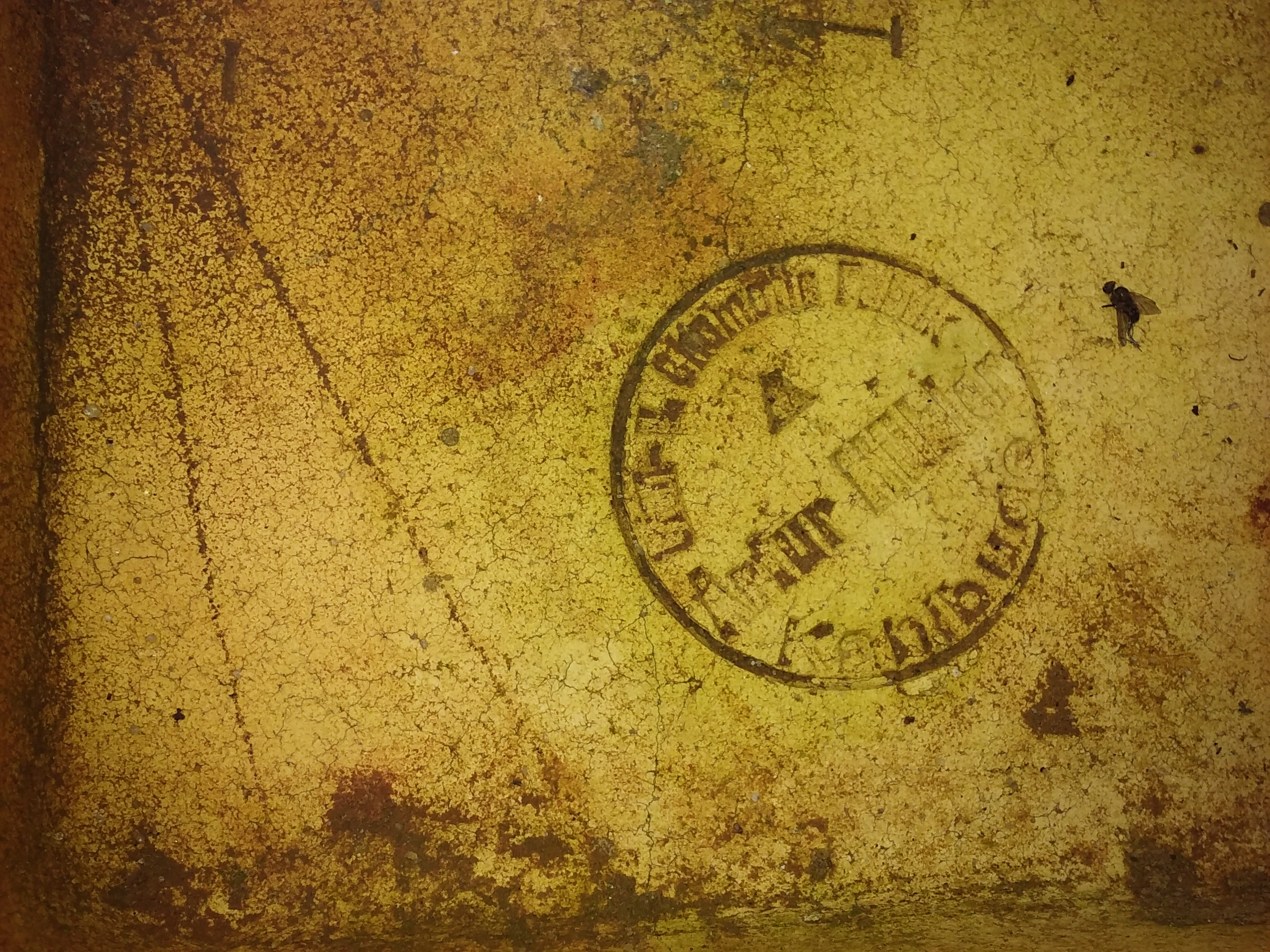
آجر نسوز

## انواع
آجر آلومینایی

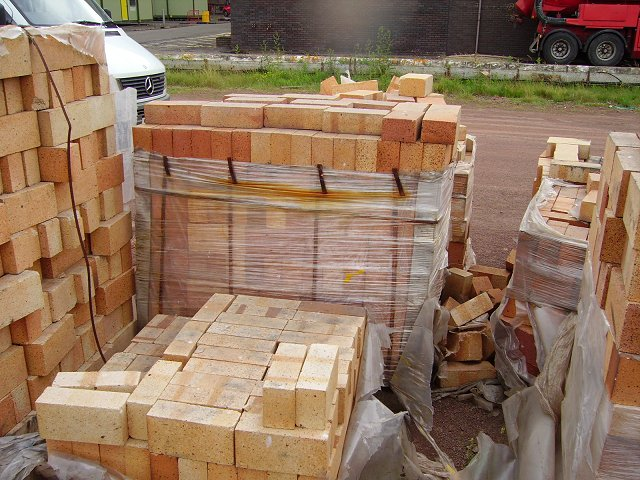
نمونه آجر نسوز

به مجموعه گسترده‌ای از انواع آجرهای نسوز گفته می‌شود که حاوی ۴۵ تا ۹۹ اکسید آلومینیم (Al2O3) می‌باشند. این آجرها را از مخلوط کائولن، بوکسیت و کروندوم که بیش ار ۷۰٪ آلومین دارد، تهیه می‌کنند. دمای پخت این آجرها حدود ۱۲۰۰ تا ۱۸۰۰ درجه سانتی‌گراد است. از این نوع آجر برای پوشاندن جداره درونی کوره‌های ذوب فولاد استفاده می‌شود. به علت مقاومت این آجرها در برابر مواد قلیایی، از آن‌ها به عنوان پوشش جداره درونی کوره‌های سیمان و شیشه هم استفاده می‌شود.
آجر نسوز سیلیسی
بخش عمده این آجرها از خاک سیلیسی که به کوارتزیت معروف است تشکیل می‌شود. کوارتزیت شامل ۹۵ درصد SiO2 و به مقدار جزئی Al2O3، Fe2O3، Ti2O, K2O و Na2O می‌باشد. از این آجرها در گذشته برای پوشش جداره درونی کوره‌های تولید فولاد استفاده می‌شد؛ ولی به علت رسانایی گرمایی زیاد و نفوذناپذیری در مقابل گازها، امروزه بیشتر برای پوشاندن جداره درونی کوره‌های تولید خمیر شیشه در کارخانه‌های شیشه سازی، کوره‌های کک‌سازی گازسوز و کوره‌های تولید سرامیک استفاده می‌شود.
آجرهای نسوز ویژه
این آجرها نوع خاصی از آجرهای نسوز هستند که در صنعت کاربردهای ویژه‌ای دارند. این آجرها از ترکیبات فلزات واسطه تهیه می‌شوند. متداول‌ترین آجرهای این گروه عبارتند از:
آجر نسوز اکسید کروم - کوروندوم
این آجرها دارای ۵ تا ۱۰ درصد اکسید کروم I و II و ۹۰ تا ۹۵ اکسید آلومینیوم (Al2O3) هستند و در مقابل مواد قلیایی مقاومند. از این نوع آجر برای ساختن بخش درونی کوره بلند ذوب آهن استفاده می‌شود.
آجر نسوز زیرکونیوم
این آجر از سولفات زیرکونیوم طبیعی با افزودن مقدار کمی آلومین به کوارتز تهیه می‌شود. بیشترین کاربرد آن در ساختن کوره ذوب آلومینیوم، کوره مخزن شیشه مذاب و کوره‌های دارای با درجات حرارت بالا می‌باشد.
از ذوب سولفات زیرکونیوم با آهک، ناخالصی آن به همراه سیلیکات کلسیم جدا می‌شود و Zr2O (اکسید زیرکونیوم) خالص بدست می‌آید. Zr2O مقاومت گرمایی زیادی دارد، به همین دلیل از آن در ساختن بوته‌های ذوب فلز در صنایع ذوب فولاد و در رآکتورهای اتمی به عنوان بازتاب دهنده نوترون استفاده می‌شود.
آجر نسوز اکسید کروم
این نوع آجر حاوی ۹۵ درصد Cr2O3 می‌باشد. برای تهیه آن از Cr2O3 سنتزی استفاده می‌شود. از این نوع آجر در تولید کوره ذوب خمیر شیشه در صنعت شیشه‌سازی استفاده می‌شود.
آجر نسوز قلیایی
این آجرها شامل (SiO2)سیلیسیم اکسید و اکسید منیزیم (MgO) می‌باشند. برای تهیه اکسید منیزیم، کربنات منیزیم طبیعی (ماگنزیت) یا دولومیت را در دمای بین ۵۵۰ تا ۱۸۰۰درجه سانتی‌گراد حرارت می‌دهند.
از این آجرها برای پوشش جداره درونی کوره‌های باز تولید فولاد، کوره‌های دوار در کارخانه‌های تولید سیمان و در قسمت‌های بالای کوره‌های ذوب شیشه و صنایع فلزات غیرآهنی، استفاده می‌شود. 
آجر جوش
این آجر را با خاکی که در گرمای بیش از هزار درجه خمیری نشود می‌پزند و آن را بیشتر در کوره نگه می‌دارند تا دانه‌های خاک کمی عرق کرده و به هم بچسبند و آجر یک تکه شود. این آجر نباید در گرمای کوره خمیر گردد و باید تفاوت درجهٔ عرق کردن و خمیر شدن خاک آجر جوش زیاد باشد. برای آنکه آجر کم عرق کند، به آن گدازآور می‌زنند، که آن بیشتر اکسید آهن است. اکسید آهن گذشته از اینکه گدازآور است، رنگ آجر جوشی را که در گرمای ۱۰۰۰تا ۱۲۰۰ درجه پخته را سرخ تا سیاه می‌کند. رنگ بهی آجر جوش از کم بودن اکسید آهن و فراوانی آهک و باز هاست. این آجر باید سخت باشد، لاشه نشود، ترد نباشد، ترک نداشته باشد، در برابر ضربه پایداری کند و لب پر نشود، کم ساییده شود، زبر باشد، و جای ساییده شده آن نیز زبر بماند، سطح شکسته شدهٔ آن شیشه‌ای نبوده، دانه‌دانه و پر باشد، در برابر یخبندان و جسم‌های شیمیایی پایدار باشد. تاب فشاری آجر جوش نباید از 35N/mm2 کمتر باشد. آجر جوشی ساختمانی نباید بیش از ۶٪ و آجر فرش بیش از ۴٪ وزنش آب بمکد. وزن ویژه آجر جوش باید بیش از ۱٫۹ باشد. آجر جوشی که به کار فرش کردن کف سواره رو و پیاده‌رو می‌رود، باید تاب ضربه‌پذیری بالایی داشته باشد. خیلی کم ساییده شود، زبر بوده و پس از سایش زبر بماند. آجر جوش برای پوشش دیوارهٔ تونل‌ها و گنداب روها هم به کار می‌رود.

## طبقه‌بندی آجر نسوز
طبقه‌بندی آجر نسوز به مواد اولیه آن بازمی‌گردد، در حال حاضر تولیدکنندگان از موادی مانند سیلیکات، آلومینیا، سیلیس و زیکن استفاده می‌کنند.
به‌طور کلی آجر نسوز به دو دسته آجرهای نسوز شکل داده شده و آجرهای نسوز بی‌شکل تقسیم‌بندی می‌شوند.

### آجر نسوز شکل داده شده
این نوع آجرها به صورت از پیش ساخته شده هستند و شکل آنها با یک استاندارد معین و خاصی ساخته می‌شود.

### آجر نسوز بی‌شکل
با توجه به نوع درخواست شرکت‌های صنعتی مانند فولاد و سیمان ساختار این نوع آجرها متفاوت بوده و همچنین در ساخت این نوع آجرها فرایند پخت و دمای بالا حذف می‌گردد.
آجر نسوز بی‌شکل شامل مزایای زیر است:
- حذف مرحلهٔ پخت
- جلوگیری از اتلاف انرژی
- کاهش مصرف سوخت
- کاهش قیمت تمام شده تولید
- کاهش آلودگی به محیط زیست آجر نسوز

## خواص مهم آجرهای نسوز
آجرهای نسوز فقط به مقاومت در برابر حرارت ختم نمی‌شوند بلکه خواص دیگری هم دارند.
- دیرگدازی
- ترکیب و آنالیز شیمیایی و فازی[۹]
- چگالی و تخلخل[۱۰]
- استحکام فشاری سرد
- استحکام خمشی گرم
- استحکام خمشی سرد
- هدایت حرارتی
- انبساط حرارتی
- تغییرات ابعادی و در حرارت دادن مجدد
- مقاومت در برابر شوک حرارتی
- مقاوت به خوردگی
- مقاومت در برابر ضربه
- مقاومت در برابر خزش
- مقاومت سایشی
- قابلیت عبور دهی گاز[۱۱]

## انواع آجر نسوز از نظر رنگ‌بندی

### آجر نما نسوز سفید
آجر نما نسوز سفید یک نوع آجر نسوز است که به صورت سفید رنگ تولید می‌شود. این نوع آجر از مواد معدنی مختلف تشکیل شده است و با استفاده از فرایندهای خاص تولید می‌شود تا بتواند در برابر حرارت بالا و آتش مقاومت کند.
آجر نما نسوز سفید معمولاً در صنعت ساختمان به عنوان یک عنصر زیبایی و محافظتی استفاده می‌شود. رنگ سفید آن باعث می‌شود که ساختمان‌ها ظاهری ساده و مینیمال داشته باشند و به آنها ظرافت و شیوه ایستاده بخشند.
علاوه بر ظاهر زیبا، آجر نما نسوز سفید همچنین دارای خواص فیزیکی و مکانیکی برجسته است. این آجر مقاومت بالا در برابر حرارت، ضربه و فشار را داراست. همچنین، نسوز بودن آن به معنای این است که در صورت بروز حریق، آجر نما نسوز سفید آتش نمی‌گیرد و از گسترش آتش جلوگیری می‌کند. این ویژگی باعث می‌شود که آجر نما نسوز سفید به عنوان یک جزء مهم در سیستم‌های ایمنی و ضد حریق ساختمان‌ها استفاده شود.

### آجر نسوز شاموتی
آجر شاموتی تفاوت‌هایی در ساختار و نحوه تولید با دیگر آجرها دارد. برای تولید این آجر ابتدا کائولن، بنتونیت، خاک نسوز، خاک رس پلاستیک و رس فلینت پخته شده و سپس با دیگر مواد مخلوط می‌شود. این موضوع باعث می‌شود تا آجر شاموتی استحکام بسیار بالایی در برابر عوامل خارجی داشته باشد. رنگ‌بندی این آجر از کرم روشن شروع شده و به قهوه‌ای روشن ختم می‌شود. تنوع رنگ بالای این محصول باعث شده تا محبوبیت زیادی در میان مردم پیدا کند. هر یک از رنگ‌های این آجر می‌توانند در بخش‌های مختلف از دکوراسیون داخلی و حتی نمای خارجی ساختمان‌ها مورداستفاده قرار بگیرند. ازآنجا که کرم رنگی خنثی است، به‌راحتی می‌توانید رنگ کرم این آجر را نیز با هر نوع دکوراسیونی و با هر رنگی هماهنگ کنید.